# Barbarea bosniaca
Barbarea bosniaca là một loài thực vật có hoa trong họ Cải. Loài này được Murb. mô tả khoa học đầu tiên năm 1891.